# A magyarországi vidéki zsidóság gettósítása és deportálása
A magyarországi vidéki zsidóság gettósítása és deportálása során 1944. május 14. és július 9. között Magyarország vidéki zsidó lakosságának túlnyomó többségét gettókba kényszerítették, kifosztották majd – embertelen körülmények között – vasúton az ország határain túl fekvő koncentrációs táborokba (leggyakrabban az auschwitzi koncentrációs táborba) szállították. A deportálásokra a magyar és német hatóságok szoros együttműködésével került sor. Német részről Adolf Eichmann SS-Obersturmbannführer, magyar oldalról Baky László és Endre László belügyi államtitkárok, valamint Ferenczy László csendőr alezredes irányította a zsidók haláltáborba szállítását. Az így elhurcolt 437 ezer fő 87 százaléka, 380 ezer ember elpusztult.
A budapesti zsidóság tömeges deportálása elmaradt, miután Horthy Miklós kormányzó a deportálásokat közvetlenül a fővárosi zsidók elhurcolása előtt felfüggesztette. Budapesten a gettósításra is csak 1944 végén került sor, de a főváros sárga csillag viselésére kötelezett lakóit június második felében csillagos házakba kényszerítették.

## Háttér
Az 1940-es évek elejére a Magyar Királyságban a hivatalos állami politika szintjére lépett az antiszemitizmus. Az 1938-ban elfogadott első zsidótörvény korlátozta a zsidók hivatásgyakorlását; az 1939-es második zsidótörvény ezeket a korlátozásokat tovább szigorította és az érintettek körét is szélesítette, míg az 1941-es harmadik zsidótörvény még tovább szélesítette a jogfosztó korlátozások szempontjából zsidónak minősülő polgárok körét, és megtiltotta a zsidóknak nemzsidókkal való házasságkötését.
Az 1941-es népszámlálás a trianoni békeszerződés revíziója nyomán megnövekedett területű országban mintegy 725 ezer izraelitát mutatott ki. Ezen felül a zsidótörvények további 100 ezer keresztény vallású polgárt is zsidónak minősítettek. 1941 és 1944 között csökkentette az ország zsidó lakosságának lélekszámát a kamenyec-podolszkiji tömegmészárlásban végződő 1941-es deportálási hullám, az 1942-es újvidéki vérengzés, és a zsidók munkaszolgálatra hurcolása. Az ország 1944. március 19-i német megszállása idején így 760-780 ezer ember számított hivatalosan zsidónak Magyarországon. A zsidó lakosság aránya a legmagasabb Budapesten, illetve a keleti országrészben volt (ideértve a visszacsatolt kárpátaljai területet is).

## Az Eichmann-kommandó

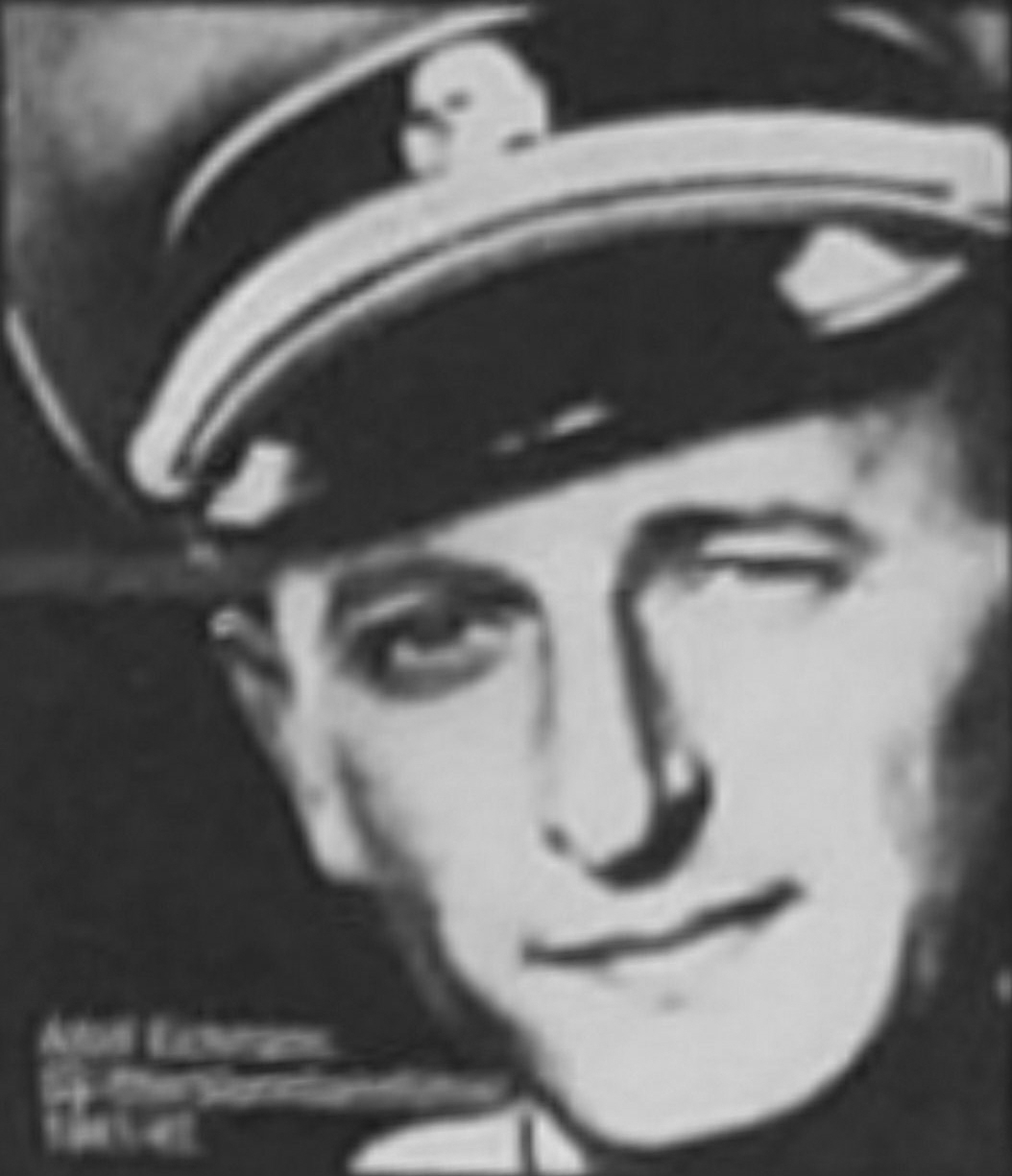
Adolf Eichmann 1942-ben

Közvetlenül az ország német megszállását követően Magyarországra érkezett az Adolf Eichmann alezredes (SS-Obersturmbannführer) által vezetett Sondereinsatzkommando (különleges bevetési egység), amelynek feladata a zsidók deportálása volt. Az egység létszáma a sofőrökkel és őrszemélyzettel együtt mintegy 150-200 fő volt. Eichmann helyettese Hermann Krumey alezredes volt, aki korábban a łódźi gettóban szolgált. A tisztek között volt Dieter Wisliceny, aki 1942-ben a szlovák, 1943-ban pedig a görög zsidók deportálását irányította, és Theodor Dannecker, a francia, bolgár és olasz deportálások vezetője, valamint Alois Brunner, aki korábban részt vett az osztrák, cseh, francia és görög zsidók deportálásában. A jogi ügyekért Otto Hunsche, a vasúti szállításért Franz Novak SS-százados felelt.
Az Eichmann-kommandó létszáma önmagában elégtelen lett volna a sok százezres zsidóság deportálásához, de tevékenységüket nagyban segítette a magyar hatóságok támogató együttműködése. Eichmann miközben Izraelben a tárgyalására várt, visszaemlékezésében így fogalmazott: „Persze illedelmesen be kell vallanom, hogy a magyar hatóságok gépezete olyan módon működött, ahogy azt akkoriban más országokban működő egyéb hatóságok ritkán mondhatták volna el magukról. Nemcsak zsidóügyekben, hanem egyszerűen minden más hivatalos feladatukat illetően úgy működtek, hogy több alkalommal azt mondtam magamnak: 'Az áldóját! Eddig azt hitted, hogy csak Németországban uralkodik az a bizonyos pontosság, és itt legalább ugyanazt a kínosan pontos akkurátusságot látod.' Csodáltam a magyar közigazgatást...”

## A magyar belügyi vezetés szerepe

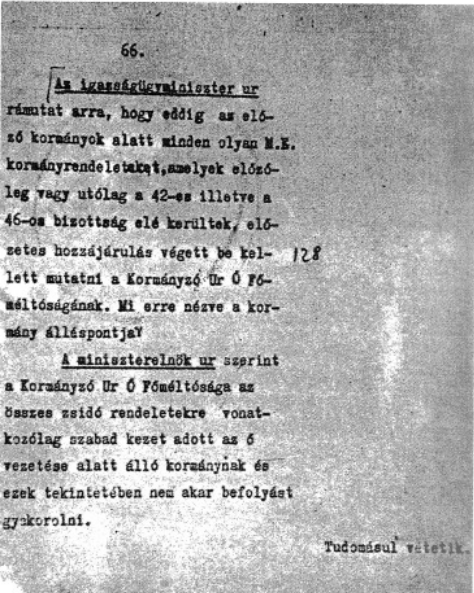
A minisztertanács 1944. március 29-i ülésének jegyzőkönyve, ahol Sztójay elmondja, hogy Horthytól szabad kezet kapott a zsidók tekintetében.

Eichmann néhány száz fős különítménye nem volt elégséges a sok százezres magyarországi zsidóság deportálásához. Az akció lebonyolításához szükség volt a magyar fegyveres rendvédelmi szervek (vidéken a csendőrség, Budapesten a rendőrség) és a helyi közigazgatási szervek közreműködésére, ehhez pedig elengedhetetlen volt az ezeket irányító Belügyminisztérium vezetésének támogatása. Ezt Eichmann meg is kapta Jaross Andor belügyminisztertől, Baky László politikai államtitkártól és Endre László közigazgatási államtitkártól.
Jaross a német megszállás után közvetlenül létrejött Sztójay-kormány hivatalba lépésével lett belügyminiszter. Baky, aki a nácik elkötelezett híve volt, német nyomásra lett politikai államtitkár, és ebben a hatáskörében ő irányította a csendőrséget és a rendőrséget. A közigazgatási államtitkári tisztre Jaross választotta ki Endre Lászlót, Pest-Pilis-Solt-Kiskun vármegye alispánját. Endre közismert volt radikális antiszemitizmusáról, ami többek közt abban nyilvánult meg, hogy alispáni hatáskörében számos, a megyéjében élő zsidók életét megnehezítő rendeletet hozott (például kitiltotta a zsidókat a piacokról, a vásárokból, a fürdőkből és kizárta őket a zsírellátásból). Endre már államtitkári kinevezése előtt megkezdte a zsidók jogfosztását, vagyoni kifosztását és fizikai megsemmisítését lehetővé tevő rendeletek előkészítését. Hamar szoros viszony alakult ki közte és Eichmann között, akinek elmondta, célja az, hogy az országot megszabadítsa a „zsidó pestistől”. A deportálások lebonyolításában fontos szerepe volt még Ferenczy László csendőr alezredesnek, aki Baky megbízásából a Eichmann csendőrségi összekötője volt.
A Sztójay-kormány megalakulásakor Horthy Miklós kormányzó szabad kezet adott a kormánynak, hogy a zsidókkal kapcsolatos kérdéseket saját hatáskörben rendeletileg szabályozza. A gyakorlatban a zsidókkal kapcsolatos ügyek intézését Sztójay Jarossra, Jaross pedig Bakyra és Endrére bízta. Így a háromnegyedmilliós zsidóság gettósítását és deportálását magyar részről Baky László, Endre László és Ferenczy László („a három Laci”) irányította.

## Végrehajtási terv
A német megszállást és a Sztójay-kormány hatalomra kerülését követő napokban folytatott intenzív megbeszélések során körvonalazódott „a zsidókérdés végső megoldásának” terve. Az elvi kereteket a más országokban már kipróbált, három fázisból álló terv adta. Ennek szakaszai:
1. A zsidók megjelölése és elszigetelése a lakosság többi részétől.
2. A zsidóság nagyobb városokba történő koncentrálása.
3. A gettókba zárt zsidóság elszállítása a német fennhatóság alatt lévő koncentrációs táborokba.

A konkrét tervek szerint az első fázisban a zsidókat sárga csillag viselésére kötelezték, és az emberi jogaikat súlyosan korlátozó rendeletek sorozatával sújtották. Megtiltották a részvételüket a kulturális életben, kitiltották őket a szórakozóhelyekről, korlátozták a mozgási szabadságukat, korlátozták a foglalkozásgyakorlásukat, megtiltották azt, hogy nemzsidókat foglalkoztassanak, előírták a számukra, hogy mikor és hol vásárolhatnak, majd idővel azt is, hogy lakhelyüket mikor hagyhatják el.
A második fázisra vonatkozó tervek az ország tízezer főnél nagyobb lakosságú helységeiben zsidó gettók létrehozását írták elő, ahová aztán kényszerrel átszállítani rendelték az adott város és a környező települések zsidó lakosságát. Ennek célja egyrészt az volt, hogy tovább fokozzák a zsidók elszigetelését a lakosság többi részétől, másrészt az, hogy megkönnyítsék a harmadik fázisban a zsidók haláltáborba szállítását.
Az ország zsidótlanítására vonatkozó terv harmadik fázisa a zsidók gyors ütemű, vasúti úton történő külföldre szállítását célozta. Itt nézeteltérés volt Endre László és Adolf Eichmann között. Endre Budapesten kezdte volna a deportálásokat, míg Eichmann azt javasolta, hogy először is a vidéki zsidóságot deportálják, arra számítva, hogy az itt élő zsidók közül a gazdagabb, befolyásosabb, mozgásképesebb zsidók Budapestre menekülnek, ahol aztán az országos deportálási hullám zárásaként egy nagy razzia során majd elfogják és deportálják őket. Végül Eichmann álláspontja kerekedett felül, és a deportálásokat vidéken, azon belül is a szovjet csapatoktól leginkább fenyegetett keleti és délkeleti országrészben kezdték.
A deportálási akció megtervezése során az országot hat zónára osztották. A zónák minden esetben egy vagy több csendőrkerületből álltak:
1. Kassa (VIII. csendőrkerület)
2. Kolozsvár (IX. csendőrkerület) és Marosvásárhely (X. csendőrkerület)
3. Székesfehérvár (II. csendőrkerület) és Miskolc (VII. csendőrkerület)
4. Szeged (V. csendőrkerület) és Debrecen (VI. csendőrkerület)
5. Szombathely (III. csendőrkerület) és Pécs (IV. csendőrkerület)
6. Budapest (I. csendőrkerület)

A zsidókat az országból zónánként, a fenti sorrendben tervezték deportálni.

## A felelősök sorsa
- Adolf Eichmann a háború után Németországban bujkált, majd Argentínába szökött, ahonnan az izraeli titkosszolgálat 1960-ban elrabolta. Izraelben bíróság elé állították, 1961-ben halálra ítélték, és 1962-ben felakasztották.
- Jaross Andort, Baky Lászlót, Endre Lászlót és Ferenczy Lászlót Budapesten háborús bűnösként halálra ítélték, és 1946-ban felakasztották.
- Horthy Miklóst egyetlen egyszer, Nürnbergben 1948. március 4-én hallgatták meg bíróságon – akkor is csak tanúként, nem vádlottként.[8]